# Musée de la Reddition
Le musée de la Reddition est un musée d'histoire fondé par la ville de Reims en 1985 à l'occasion du 40e anniversaire de la signature, le 7 mai 1945 à 2 h 41, de la première partie des actes de capitulation de l'Allemagne nazie (une seconde signature eut lieu le lendemain à Berlin) qui mirent fin à la Seconde Guerre mondiale sur le théâtre européen.
Il est situé dans une partie des locaux du lycée Franklin-Roosevelt à Reims (Marne, Grand-Est, France) où eut lieu cette signature.
La salle de la reddition du 7 mai 1945 située dans l'immeuble fait l’objet d’un classement au titre des monuments historiques depuis le 31 décembre 1985.

## Contexte historique

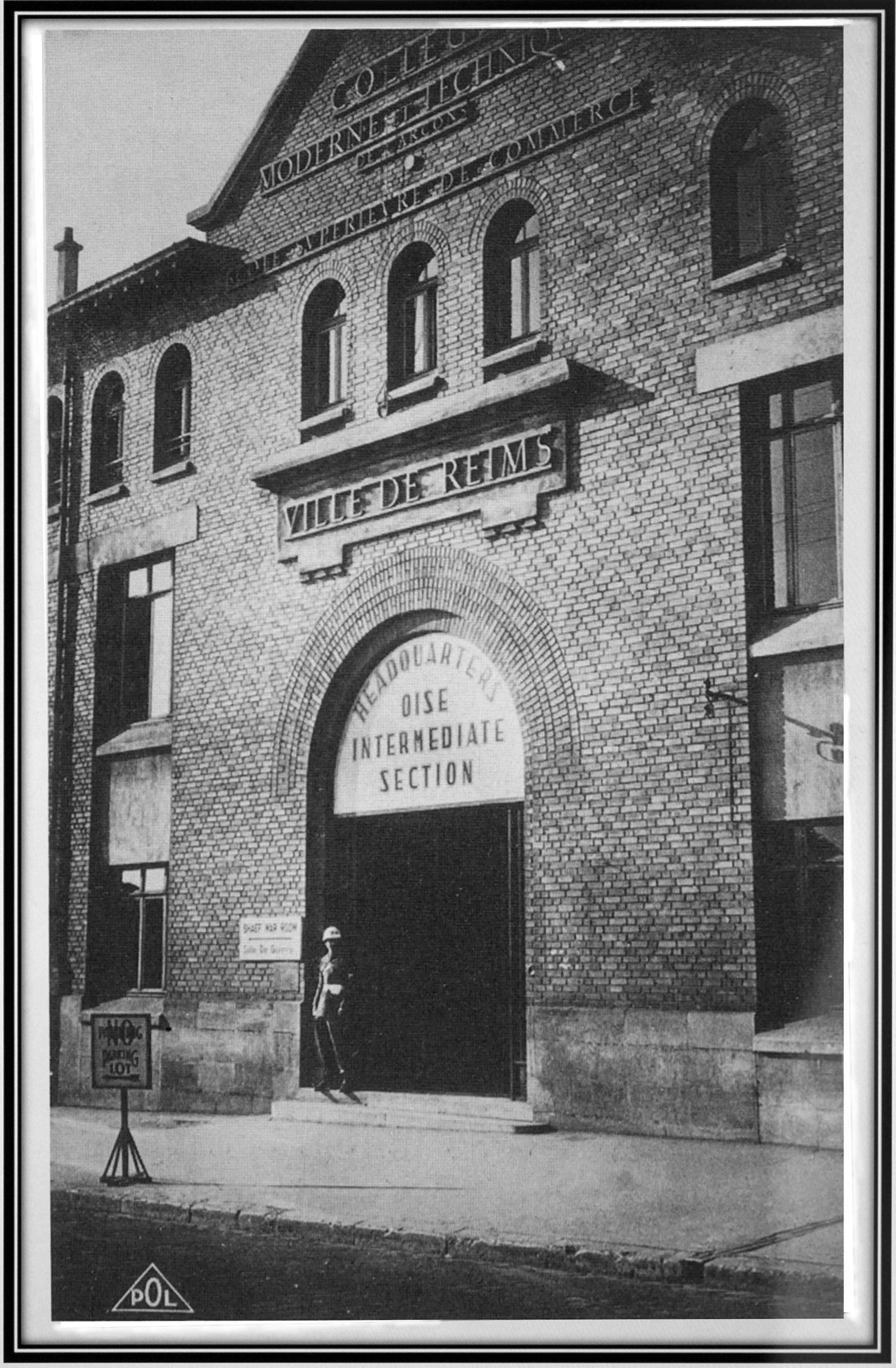
L'entrée du collège utilisé par l'Oise intermediate section.

Les bâtiments, après la libération de la ville le 30 août 1944, qui étaient réquisitionnés par l'occupant allemand le furent par l'administration Oise américaine qui gère le quart nord-est de la France, puis le quartier général de la 101e division aéroportée s'y installait.
En février 1945, Dwight David Eisenhower installe le Supreme Headquarters Allied Expeditionary Force (SHAEF) dans le collège moderne et technique de la rue Jolicœur (l'actuel lycée Franklin-Roosevelt de Reims), à proximité de la ligne de chemin de fer Paris-Metz-Allemagne, axe stratégique s'il en est. Après le suicide d'Adolf Hitler, l'amiral Dönitz envoie des émissaires pour préparer la signature d’un acte séparé avec les Alliés du front de l'Ouest. Plusieurs allers et retours ont lieu du 5 au 7 mai. Toutefois, au terme des accords passés entre eux, les Alliés n'acceptent qu'une reddition inconditionnelle et totale valant pour l'ensemble de l'Europe.
Le lundi 7 mai 1945, à 2 h 41 du matin, est signée la reddition des forces armées allemandes. La délégation allemande est composée du Generaloberst Alfred Jodl, chef de l'état-major allemand et adjoint du maréchal Keitel, commandant en chef des forces allemandes, de son aide de camp le major (commandant) Wilhelm Oxenius, et de l'amiral von Friedeburg, chef de la marine militaire allemande. Le document rédigé en quatre langues est signé par le général Walter B. Smith, chef d’état-major du général Eisenhower, représentant le SHAEF, et par d'autres officiers représentant les forces alliées.
Il n'y a pas d'acte rédigé en français, et le texte anglais est le seul faisant autorité.

### Le 7 mai 1945, une journée oubliée?

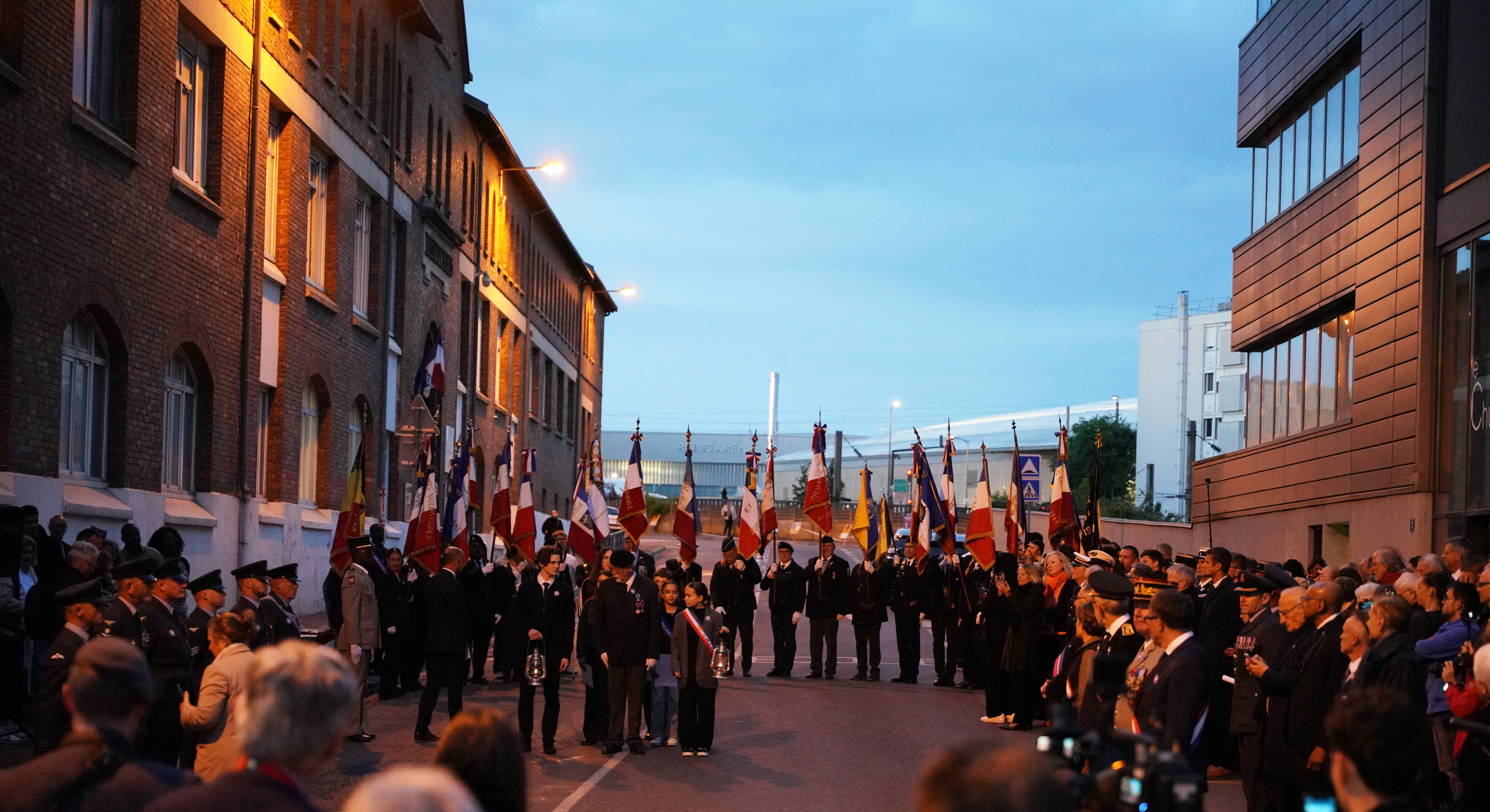
Arrivée de la flamme issue de l'Arc de Triomphe pour les commémorations du 80e anniversaire de la Reddition à Reims.

Staline demande immédiatement une nouvelle signature : ayant fait « tomber » Berlin, il compte bien utiliser politiquement cette victoire. De plus, Ivan Sousloparov, commandant la mission militaire soviétique en France, représentant le gouvernement et le haut commandement, n'avait pas reçu la réponse de Moscou et l'accord de sa hiérarchie pour accepter la capitulation allemande. Toutefois, Sousloparov prend l'initiative de signer l'acte. Staline insiste pour que l'acte signé à Reims ne soit considéré que comme un préliminaire à la cérémonie officielle qui se tiendrait à Berlin le lendemain. Ses conditions sont acceptées, notamment pour le rassurer sur les intentions des alliés occidentaux à son égard. Il avait en effet craint que la capitulation de Reims ne soit qu'une capitulation partielle, comme celle qui avait été acceptée à Lunebourg (nord-est de l'Allemagne) et en Italie, et que cela soit l'occasion d'un retournement d'alliance (les Occidentaux et l'Allemagne) à son détriment.
D'autre part, Eisenhower avait refusé de participer à la signature de la reddition de Reims, parce qu'il n'y avait pas d'autorité militaire allemande de son rang, à savoir le maréchal Keitel.
Enfin, la France a été tenue à l'écart des préparatifs de l'acte de capitulation. Le général français François Sevez, adjoint du général Juin, chef d'état-major de l'armée française, ne le signe qu'en qualité de simple témoin ; il n'a d'ailleurs été convoqué qu'in extremis. Le général de Lattre avait été désigné officiellement.
On sent donc que l'acte de Reims, très court, porte une certaine hâte : il s'agit de faire cesser les combats. Le projet de capitulation élaboré par les juristes de la Commission consultative européenne n'a pas été utilisé. De plus, une nouvelle signature est nécessaire pour satisfaire les intérêts de différents pays alliés.
Tout s'est donc conjugué pour que l'on retienne officiellement le 8 mai 1945 comme date officielle de la capitulation de Berlin et non le 7 mai 1945. La reddition de Reims tombe alors dans un certain oubli.

## Muséographie
Une salle de rez-de-chaussée présente un film avec des images d'époque, qui donne le contexte historique, les acteurs de la signature. Le film est disponible en français, allemand, anglais et russe
Une autre salle présente des costumes et des indications sur les unités  présentes à Reims (FFI, aviateurs anglais, aviateurs allemands et quelques menus objets).
Une troisième salle met en scène des membres de l'état-major interallié, avec une exposition de médailles et des journaux du 8 mai 1945.
Et enfin la war room, présentée dans son état de l'époque, avec les cartes des opérations du 7 mai 1945 et des photographies des acteurs de cette mémorable journée.

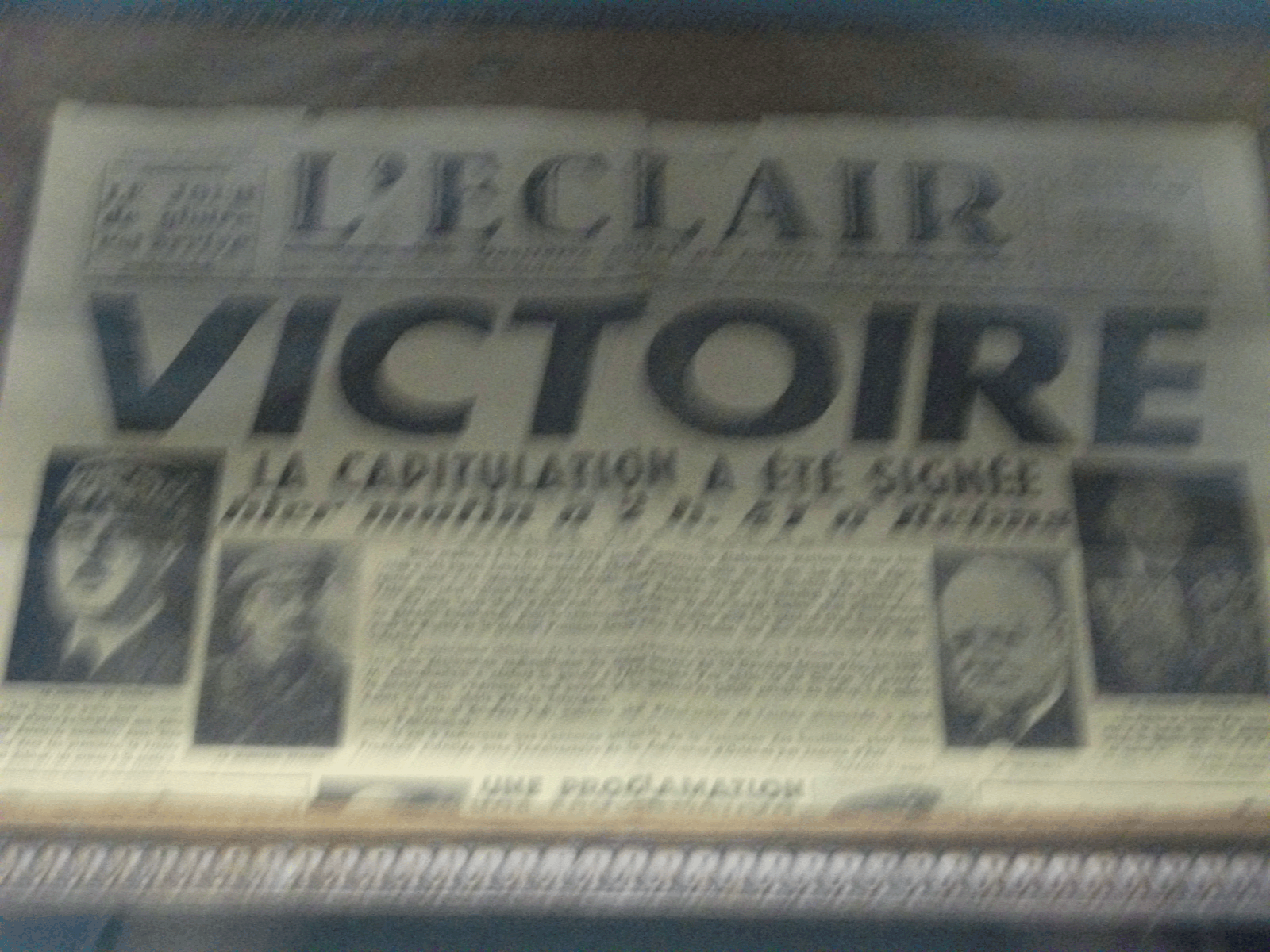
VICTOIRE titre l'ECLAIR du 8 mai.
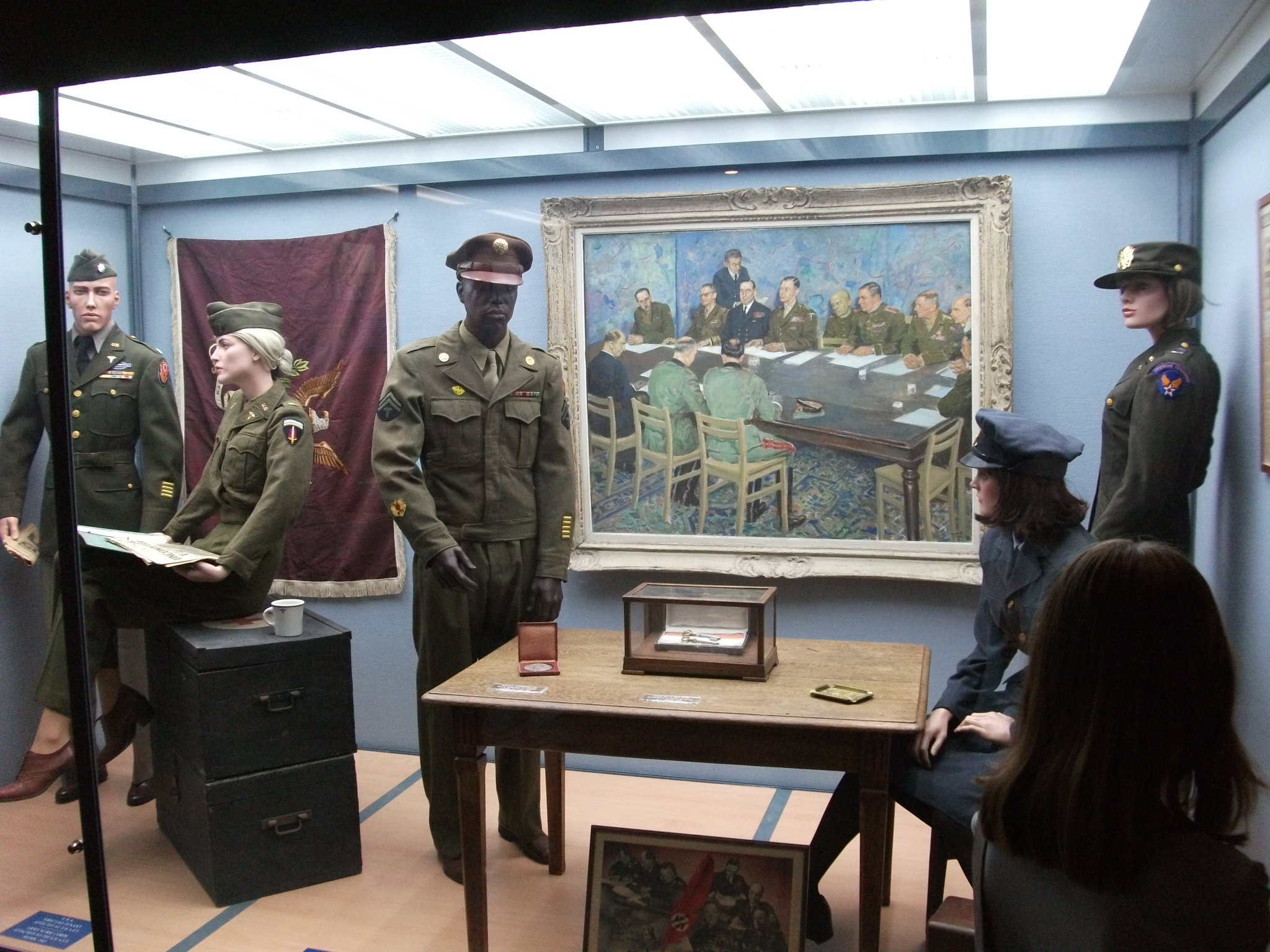
Vitrine reconstituant les personnes présentes au S.H.A.E.F.
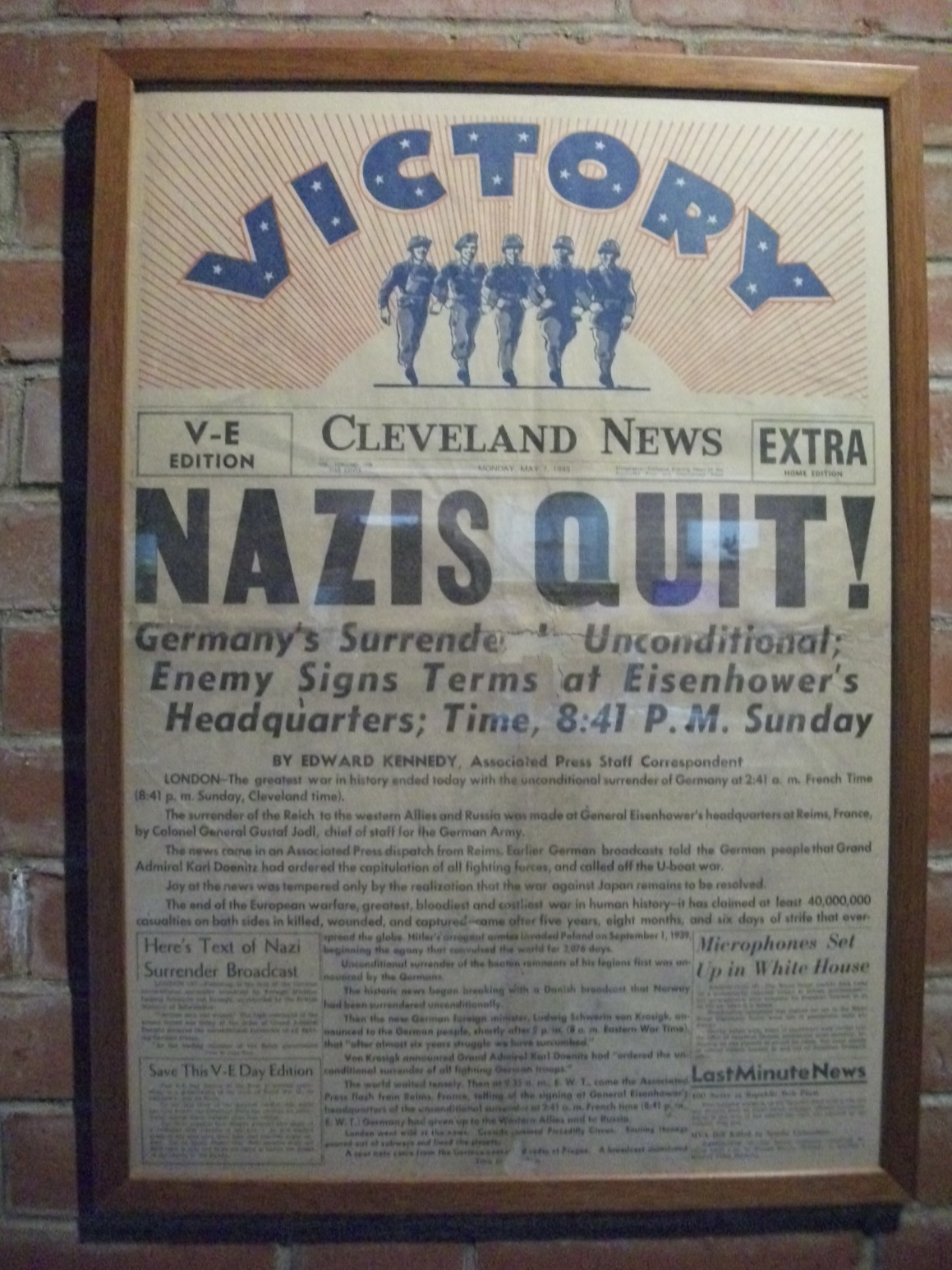
Le VICTORY du 8 mai 1945.
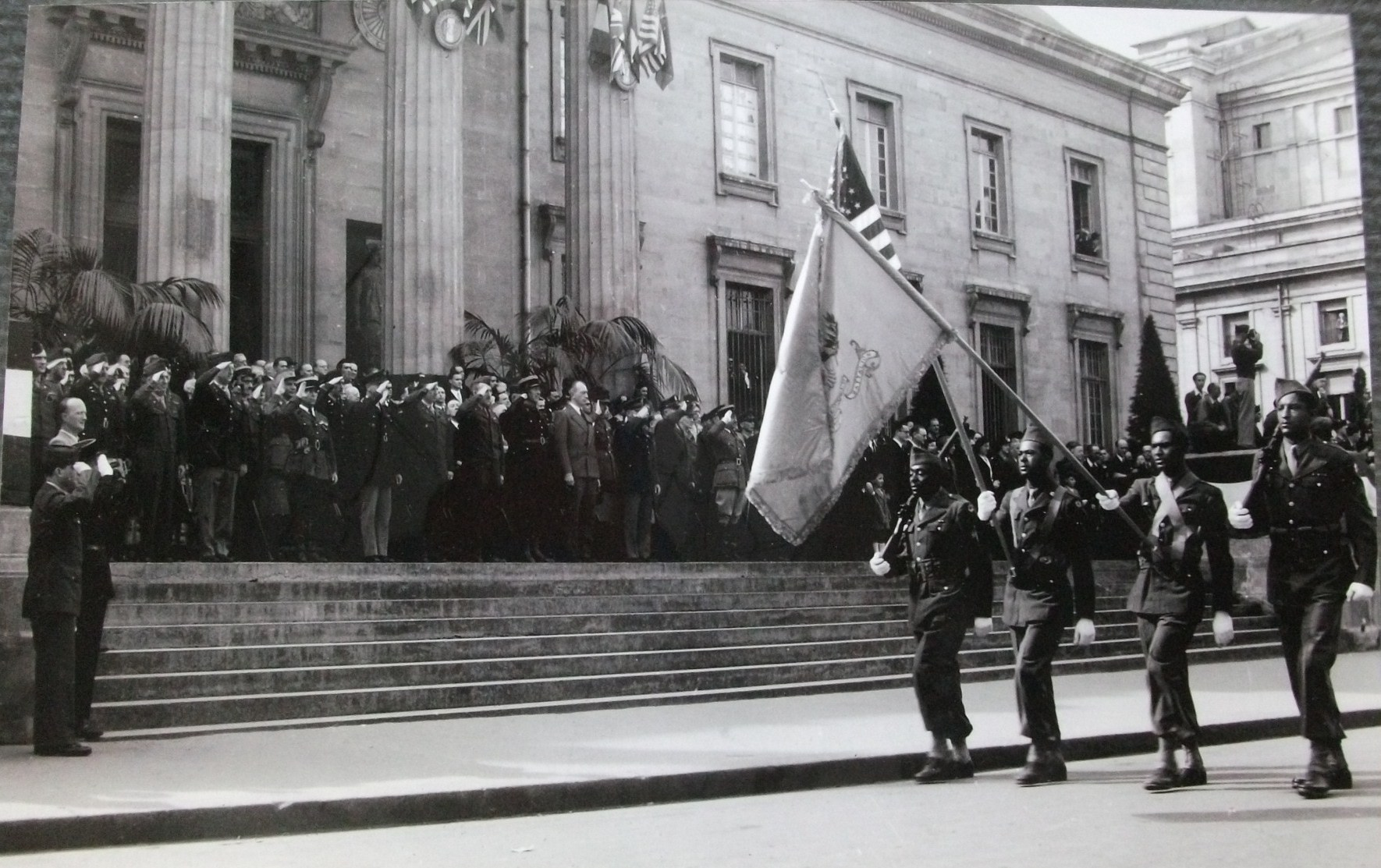
Le défilé de la Victoire à Reims.
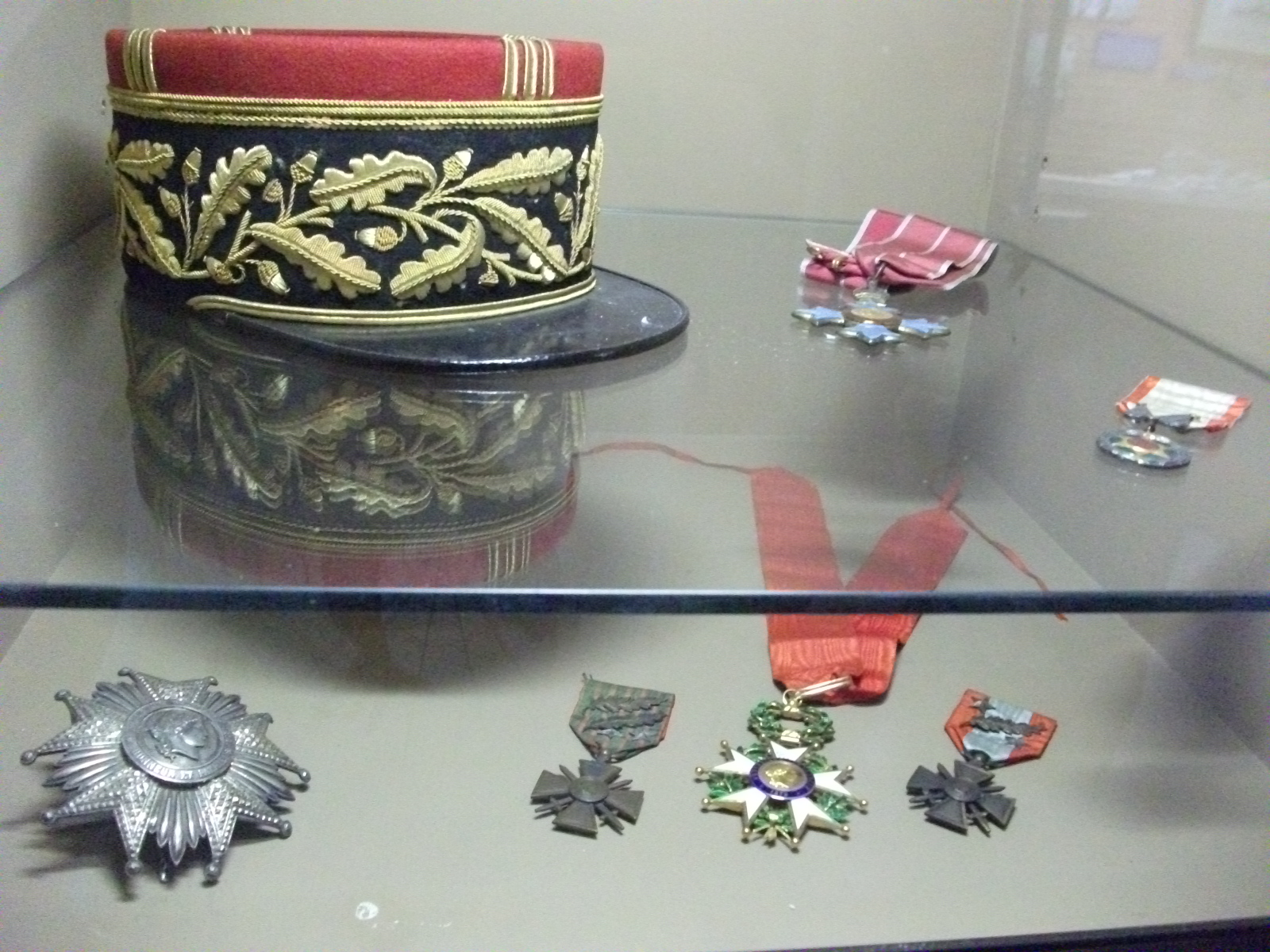
Le dépôt du général François Sevez Français présent lors de la signature
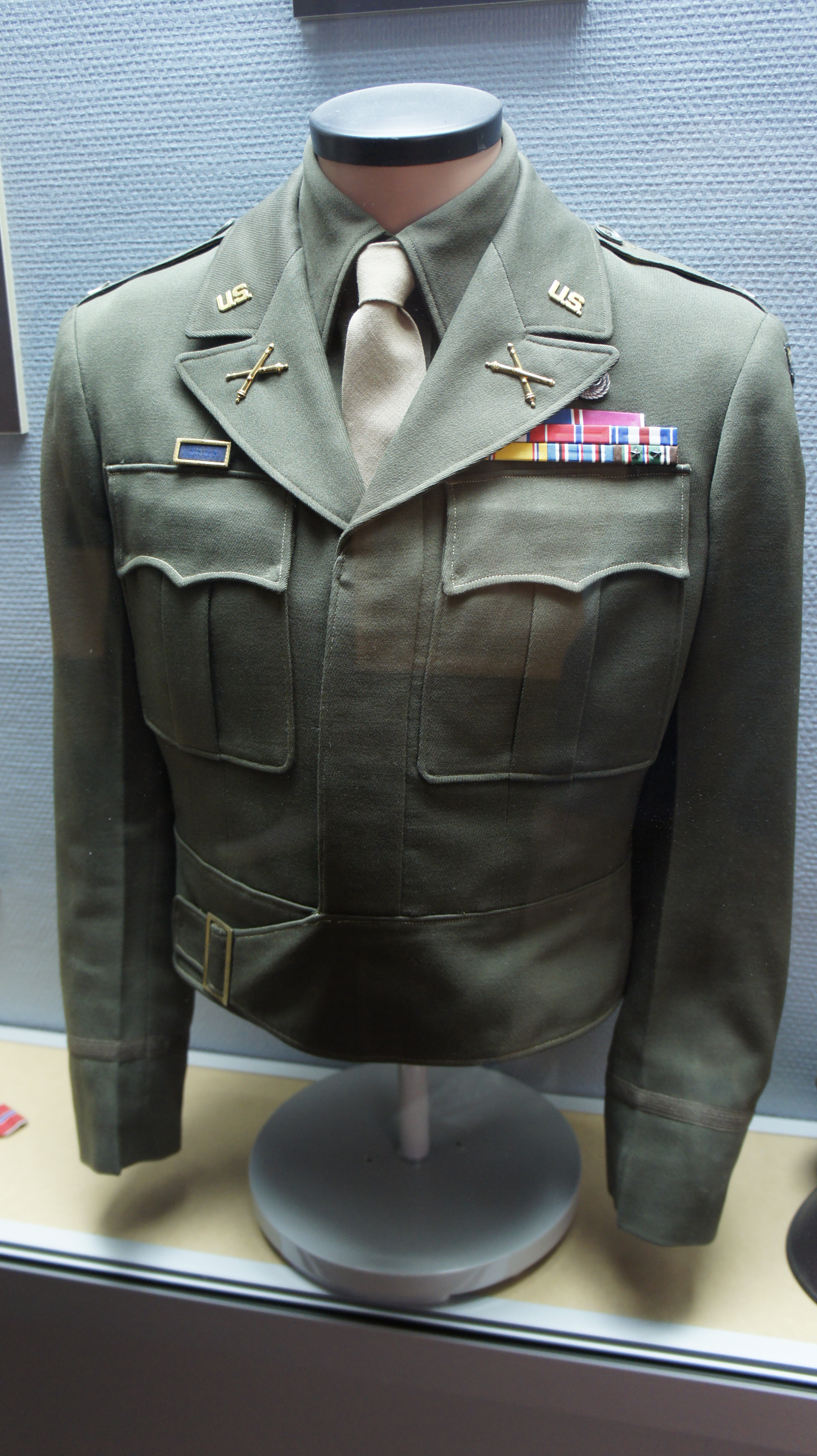
et de Anthony McAuliffe commandant de la 101e division aéroportée projeté depuis Reims vers le Siège de Bastogne.
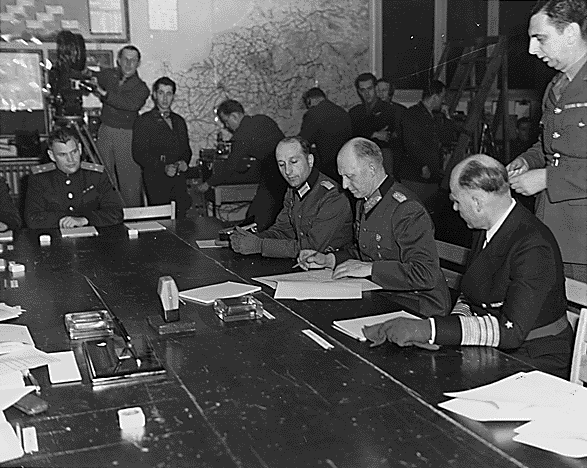
La signature par les Allemands.
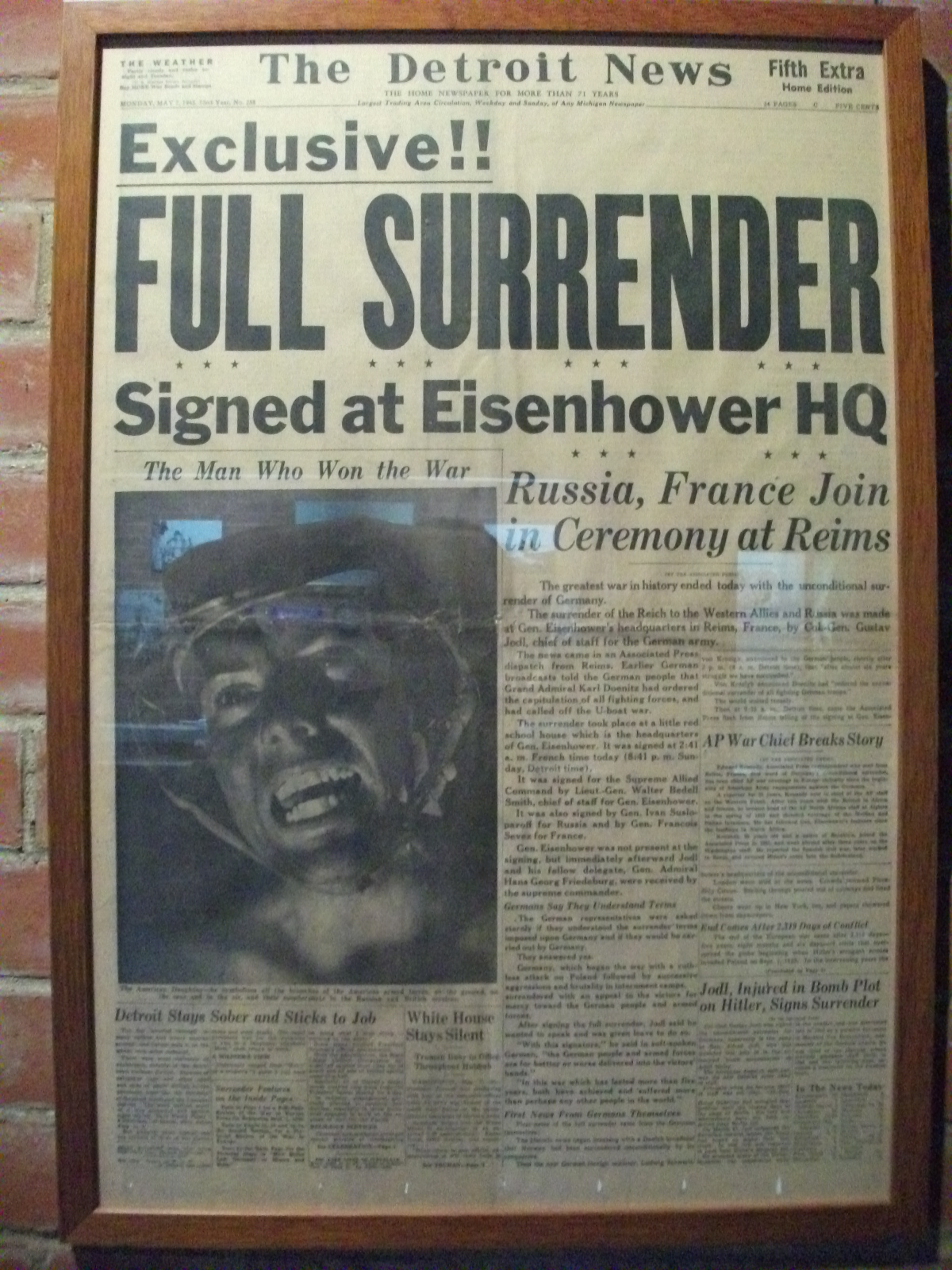
The Detroit News du 8 mai 1945.
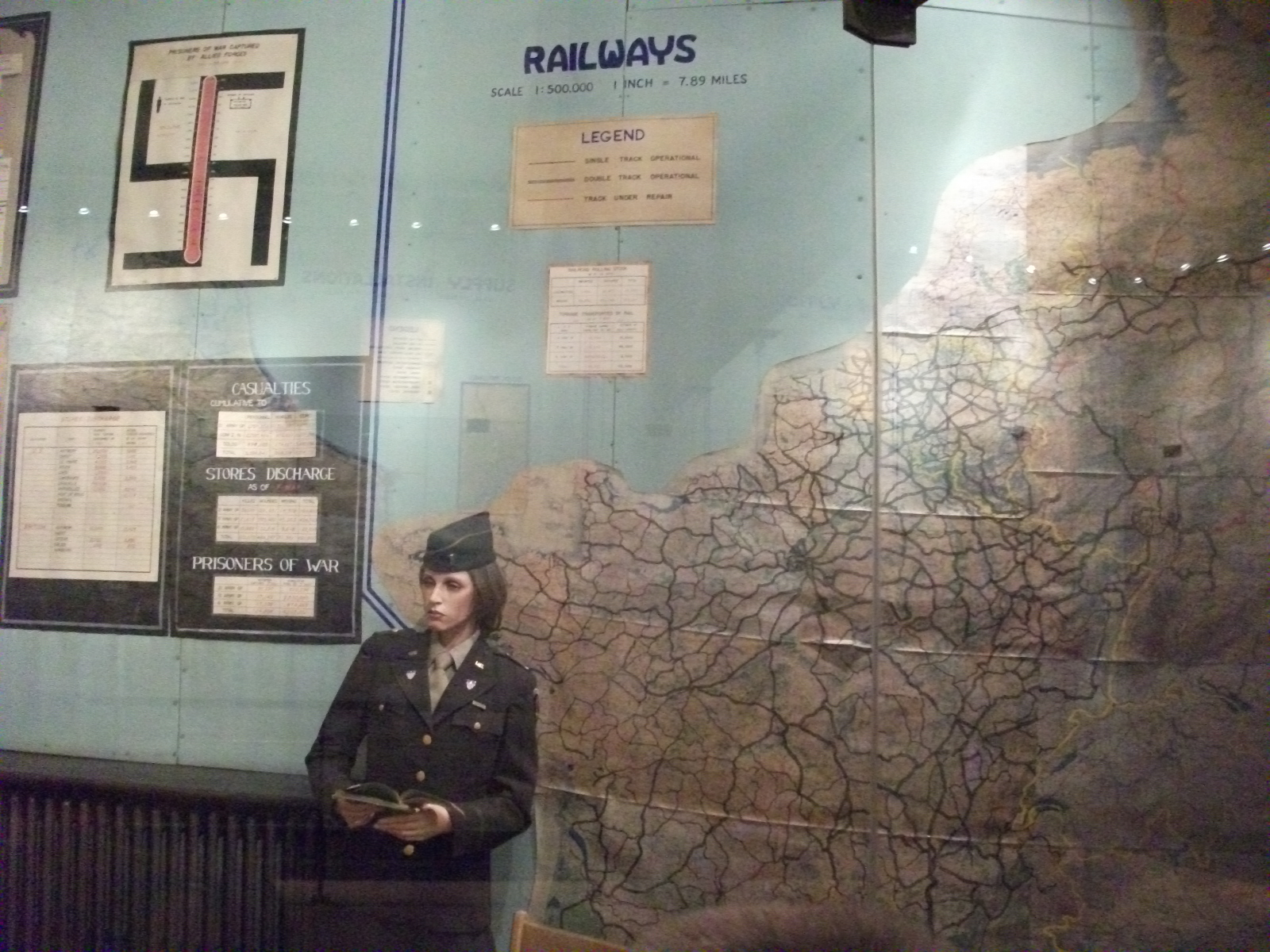
La War Room ou salle des cartes en l'état d'époque.
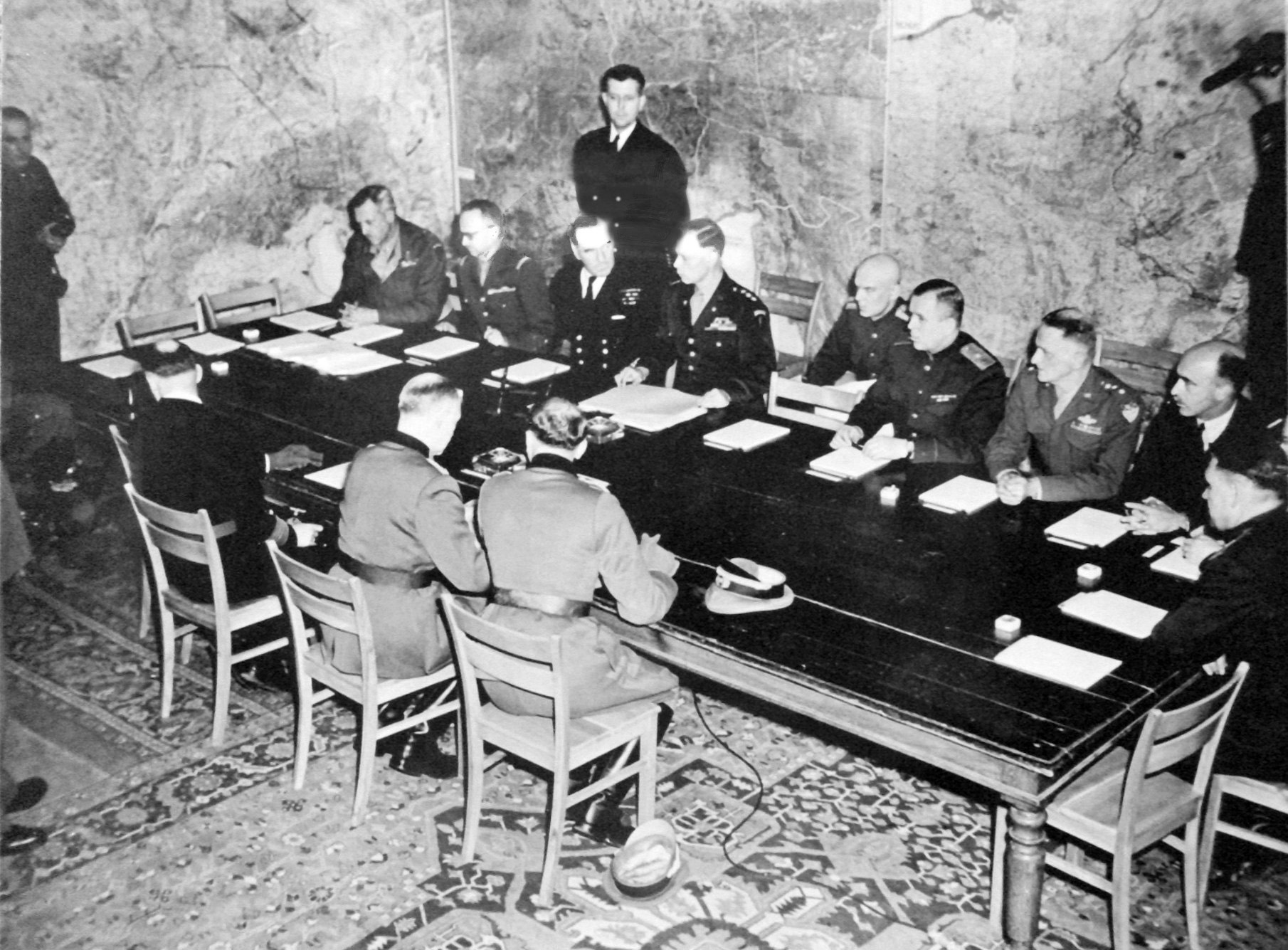
Signature de l'acte de reddition le 7 mai 1945.
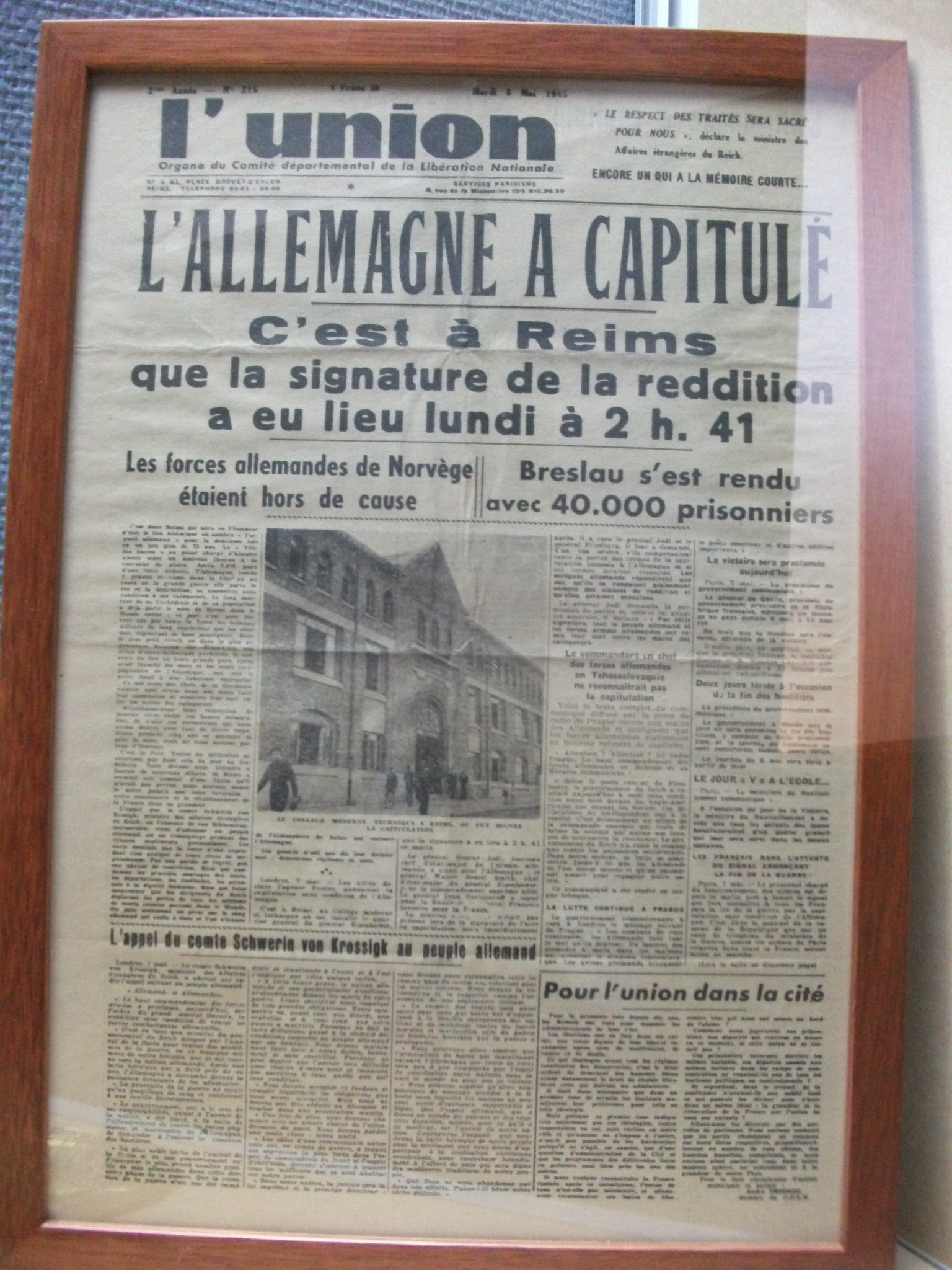
Titre de l'Union du 8 mai 1945.